# 道恩 (密蘇里州)
道恩（英語：Dawn）是位於美國密蘇里州利文斯頓縣的普查規定居民點。

## 歷史
道恩的郵局自1852年營運至今。

## 人口
根據2020年美國人口普查的數據，道恩的面積為3.39平方千米，皆為陸地。當地共有人口100人，而人口密度為每平方千米29.5人。